# Henri II de Montmorency
Pour les articles homonymes, voir Henri et Henri II.
Pour les autres membres de la famille, voir famille Montmorency.
Henri II de Montmorency, né le 30 avril 1595 au château de Chantilly et mort à Toulouse le 30 octobre 1632, est un gentilhomme contemporain de Louis XIII. 

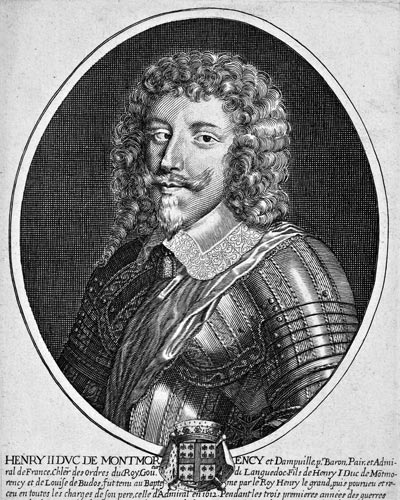
Henri II de Montmorency. Gravure de Pierre Daret (1610-1675)

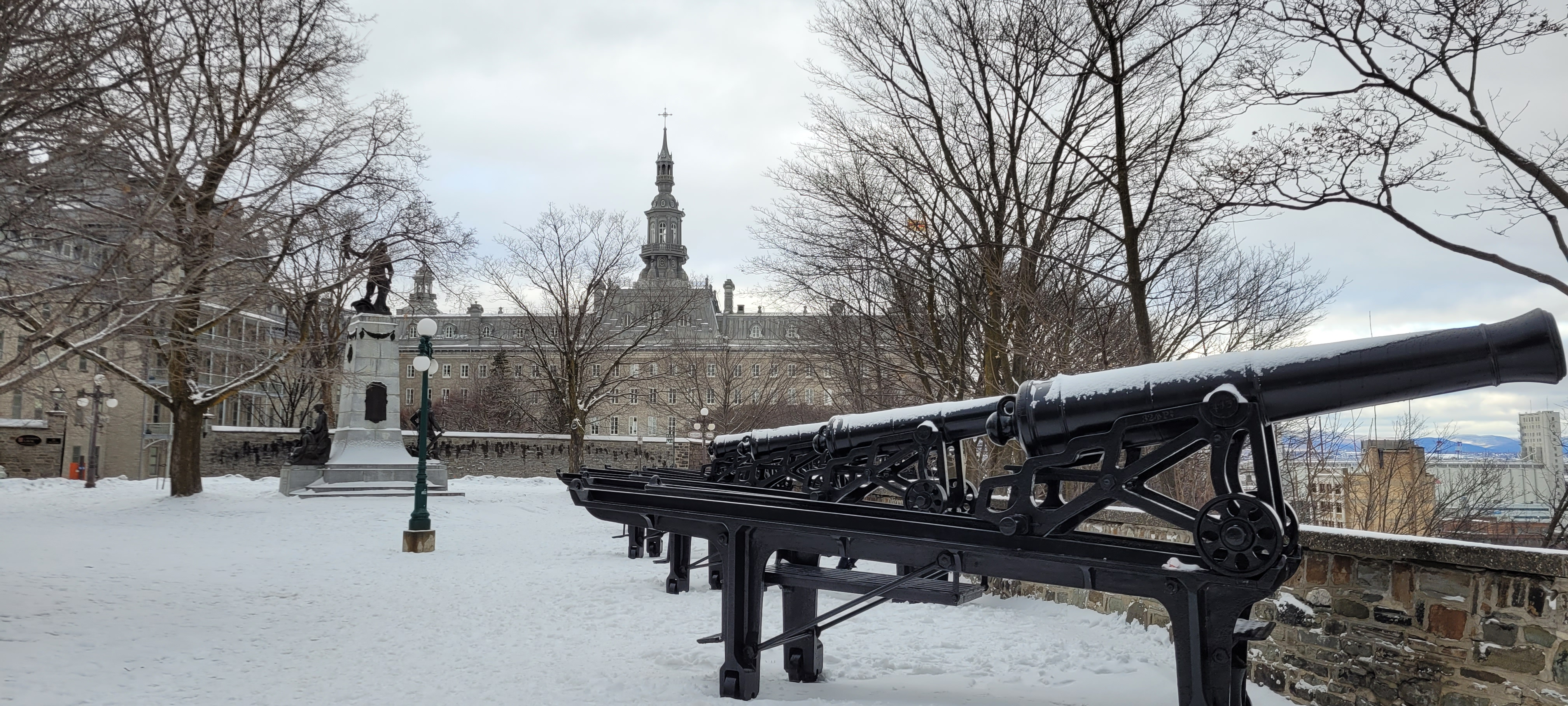
Parc Montmorency, Québec (ville)

Amiral de France, vice-roi de la Nouvelle-France et gouverneur du Languedoc, il participe aux guerres contre les protestants et bat la flotte de Benjamin de Rohan, seigneur de Soubise, devant La Rochelle en 1625. 
Maréchal de France en 1630, il intrigue avec Gaston d'Orléans, frère du roi, contre le cardinal de Richelieu. Condamné à mort pour crime de lèse-majesté, il est exécuté à Toulouse le 30 octobre 1632.

## Famille
Fils du connétable du royaume Henri Ier de Montmorency et de Louise de Budos, Henri II est aussi filleul du roi de France Henri IV.
Au début du XVIe siècle, la Maison de Montmorency était la famille la plus puissante du royaume, mais les guerres de Religion l'ont depuis affaiblie, partagée entre les deux confessions et ont permis l'ascension de la maison de Guise, rivaux des Montmorency. Les ancêtres d'Henri II avaient en effet été extrêmement puissants : maréchaux, connétables, grands maîtres de France, gouverneurs de différentes provinces, etc. Anne de Montmorency possédait 600 places fortes. Son petit-fils Henri II hérite néanmoins de ses prédécesseurs d'un grand nombre de ces titres, domaines et châteaux (dont Écouen, Chantilly et la Grange-des-Prés à Pézenas).
En 1609, il épouse Jeanne de Scépeaux mais le mariage est déclaré nul, faute de consommation. Après avoir failli épouser Mademoiselle de Vendôme, fille naturelle d'Henri IV, il se marie en 1612 avec Marie-Félicie des Ursins dont il n'eut pas d'enfants.
Le père Anselme le décrit comme « vaillant, généreux, affable, libéral et magnifique, chéri et respecté des gens de guerre ».

## L'amiral
En 1612, dès l'âge de 17 ans, il reçoit la charge d'amiral de France et de Bretagne auquel s'ajoute l'année suivante, celle de Guyenne rendue vacante par la résignation de Gaspard III de Coligny puis celle du Languedoc. Alors que l'amirauté échoit généralement à un grand seigneur incompétent et peu mobilisé, Henri II se révèle passionné par la Marine. « Esprit actif, entreprenant et novateur, doué d'une forte personnalité, il entreprit de réaliser une œuvre modernisatrice qui préfigure à beaucoup d'égards celle qui sera tentée par Richelieu et réalisée par Colbert ». À cette époque, les Provinces-Unies et l'Angleterre, grâce à leur essor naval et au commerce colonial, ont acquis un surcroît de puissance et de richesse qu'Henri II espère apporter de la même manière au royaume. Fort de ses charges, l'amiral bâtit un programme de rénovation administrative en constituant un embryon de comité de technique et un secrétariat de l'amirauté.
Le 31 décembre 1619, il est nommé chevalier du Saint-Esprit.
En 1624, il fait créer un Conseil de marine composé du surintendant des Finances, de deux conseillers d’État et d'un secrétariat d’État. Son intervention s'étend au commerce maritime au long cours, un intérêt favorisé par son rachat du vice-royaume de la Nouvelle-France en 1620. Il conçoit des projets de compagnies de navigation. Son action est toutefois limitée par le fait que son autorité ne couvre ni la totalité du littoral, ni l'ensemble des moyens nautiques. L'amiral de France doit notamment composer avec l'amiral de Provence et le généralat des galères traditionnellement tenu par les Gondi. Encore amiral, Henri de Montmorency sert le roi Louis XIII dans les guerres protestantes. En 1621-1622, il participe au sièges de Montauban puis à la campagne du Languedoc, dont il est le gouverneur. À cette occasion, il se distingue au siège de Montpellier,. En 1625, on lui attribue une flotte qu'il a fallu louer aux Anglais et Hollandais faute de navires français en nombre suffisant. L'expédition navale qu'il commande est un succès. Pendant qu'une partie des bateaux bloque la rade de La Rochelle, le plus gros de sa flotte aborde les vaisseaux de l'amiral Guiton et de Benjamin de Rohan, seigneur de Soubise, au large de l'île de Ré. Les Protestants essuient une cuisante défaite ce 18 septembre 1625.
En 1626, Richelieu pousse Henri de Montmorency à la démission de sa principale charge, celle d'amiral de France, contre un dédommagement de 1 200 000 livres. Selon l'historien Étienne Taillemite, le cardinal est jaloux de l'activité remarquable du grand seigneur et veut mettre un terme à l'organisation archaïque de la Marine, héritée du féodalisme. Par plusieurs édits (juillet, août, octobre 1626 et janvier 1627), Richelieu supprime la charge d'amiral de France et se fait nommer « grand maître, chef et surintendant de la navigation et du commerce de France », en quelque sorte un secrétariat de la Marine avant l'heure.

## Les campagnes  en Italie
À la suite de la perte de sa charge d'amiral, Henri continue le combat sur terre. Lors de la guerre de succession de Mantoue, Henri II remporte le 10 juillet 1630 la bataille de Veillane où il s'illustre à la tête des gendarmes du Roi capturant le général Carlo Doria, duc de Tursi. Il fait lever le siège de Casal et prend Saluces.
Ces exploits en Piémont lui valent le bâton de maréchal de France en novembre 1630, mais le promu conserve rancune contre Richelieu qui, lors de cette campagne d'Italie, lui a adjoint un second commandant, le surintendant des Finances Effiat.

## Le conspirateur
En 1630, Gaston d’Orléans, le propre frère du roi, tente d’organiser un soulèvement général du royaume contre Richelieu. Montmorency, influencé par son épouse Marie-Félicie des Ursins et l'évêque d'Albi, Alphonse II d'Elbène, le soutient. Grâce à son prestige social, le duc rallie la province de son gouvernement : les États de Languedoc, vexés par l'introduction d'une réforme qui remet en cause leur droit de lever l’impôt, se rallient à leur gouverneur, ainsi que plusieurs évêques et des villes languedociennes.
Henri II ordonne au sieur de La Croix, capitaine de ses gardes, d’occuper le fort de Brescou, au large d’Agde. Pendant ce temps, Gaston d'Orléans parti de Trêves, avance à marche forcée vers le Languedoc, seule province qui semble le soutenir. Le duc de Montmorency et lui se rencontrent le 20 juillet 1632 à Pézenas. Le 22, le Languedoc fait sécession du royaume de France après l'arrestation, à Pézenas, par ordre de Montmorency, de Michel Particelli d'Émery, représentant du roi Louis XIII. Dans la province, une partie de la petite noblesse suit Montmorency dans la rébellion, mais à Toulouse, les protestants et la majorité des notables restent fidèles au roi. Carcassonne et Narbonne refusent d’accueillir les rebelles qui errent alors dans le Languedoc sans but précis. La situation des rebelles devient d'autant plus inquiétante que deux armées royales convergent vers la province, celle du maréchal de la Force et celle du maréchal de Schomberg. Louis XIII et Richelieu entendent les rejoindre. Schomberg atteint le premier le Languedoc. La bataille décisive a lieu devant Castelnaudary, le 1er septembre 1632. Schomberg dispose de 2 000 à 2 500 hommes, les insurgés ne peuvent lui opposer que 1 200 à 1 500 nobles, peu entraînés au combat. Monsieur s'est gardé de participer à la bataille. Elle ne dure pas plus d’une demi-heure : grièvement blessé dans une charge suicidaire,, le duc est fait prisonnier. Il est incarcéré au château des comtes d'Armagnac à Lectoure (suffisamment loin du Languedoc pour lui interdire toute aide extérieure). Selon divers témoignages, plusieurs tentatives pour le faire évader auraient échoué.

## Condamnation
L'appui de Gaston d'Orléans a été fatal au duc de Montmorency. Richelieu combattait l'idée qu'un fils ou frère du roi ou un prince du sang puisse troubler le royaume. Louis XIII n'ayant pas de fils à cette date, Gaston d'Orléans était le prince héritier, destiné à lui succéder. Il était donc impossible de l'atteindre. Le roi choisit de faire un exemple, poussé par Richelieu qui, dans ses Mémoires, explique la nécessité de cette rigueur pour que personne ne se crût au dessus du châtiment et que le duc d'Orléans ne trouve plus de complice. Louis XIII décide donc de livrer le duc de Montmorency au Parlement de Toulouse, lui faisant une seule grâce, celle que l'exécution, prévue en place publique, se fasse seulement dans la cour du Capitole.
Une commission extraordinaire du Parlement de Toulouse, présidée par le garde des sceaux Châteauneuf, juge et condamne à mort le rebelle pour crime de lèse-majesté. Pendant son procès et son exécution, il fait preuve d'une exemplaire conduite chrétienne forçant l'admiration. Après avoir demandé pardon à son souverain et rendu son bâton de maréchal et son cordon de l’ordre du Saint-Esprit, il est décapité à huis clos, dans la cour intérieure de l’hôtel de ville le 30 octobre 1632 sans que Louis XIII lui accorde grâce. Ses derniers mots sont pour le bourreau, à qui il déclare : « Frappe hardiment. » La légende n’en a pas terminé pour autant ; sur cette exécution non publique, plusieurs légendes courent : le musée Paul-Dupuy conserve une sorte de grand sabre recourbé, le damas, qui aurait servi à cet effet. Selon d’autres versions, on aurait expérimenté une machine, sorte de tranche-tête, où un fer de hache tombait entre des montants verticaux. L’exécution aurait dû être répétée plusieurs fois.
Au sol, une plaque commémorative est visible dans la cour de la mairie de Toulouse, place du Capitole.
Ses biens confisqués passent à la maison de Condé. Richelieu récupère à son profit les charges d'amiral du Languedoc et de Guyenne. Le cardinal a reçu du condamné, post mortem, des œuvres d'art dont les Esclaves de Michel-Ange. Les deux statues prennent place dans son château de Richelieu en Poitou. Avec Henri s’éteint la branche aînée des Montmorency. « Cette mise à mort d'un duc et pair, issu d'une des plus illustres familles de la noblesse, frappa l'opinion et imposa l'image d'une raison d’État terrible, et implacable. » Pendant quelques années, le royaume et la noblesse, terrorisés, se tiennent tranquilles.

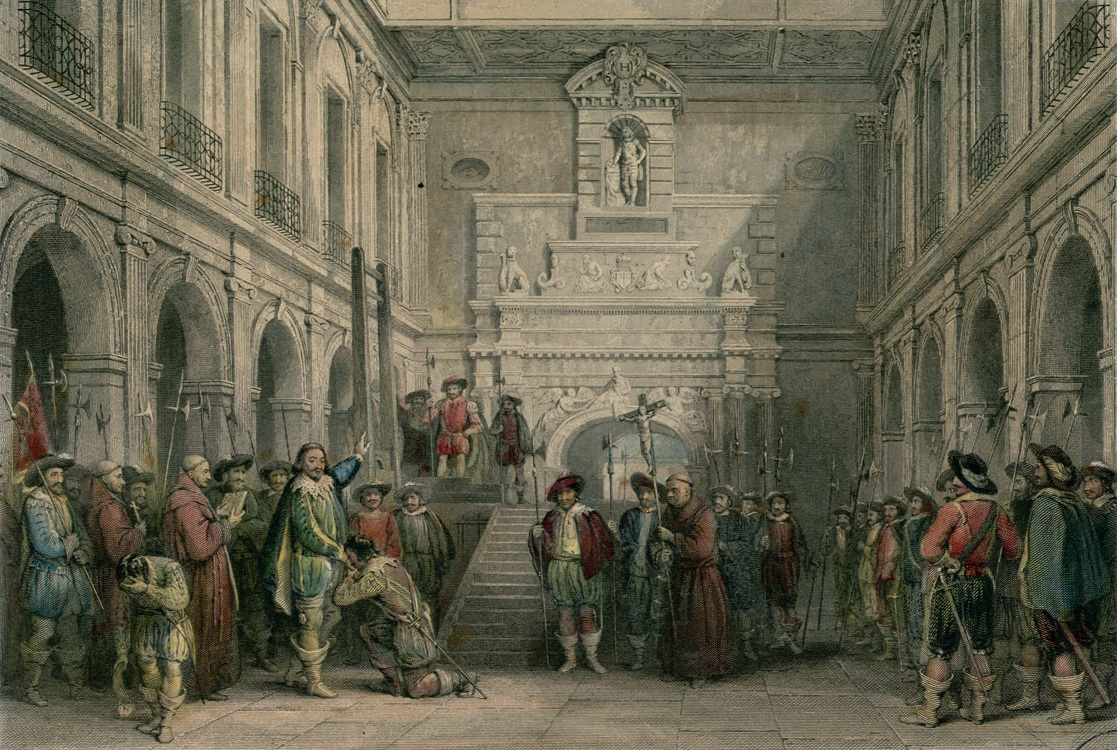
Exécution du duc de Montmorency, par Thomas Allom, vers 1840.
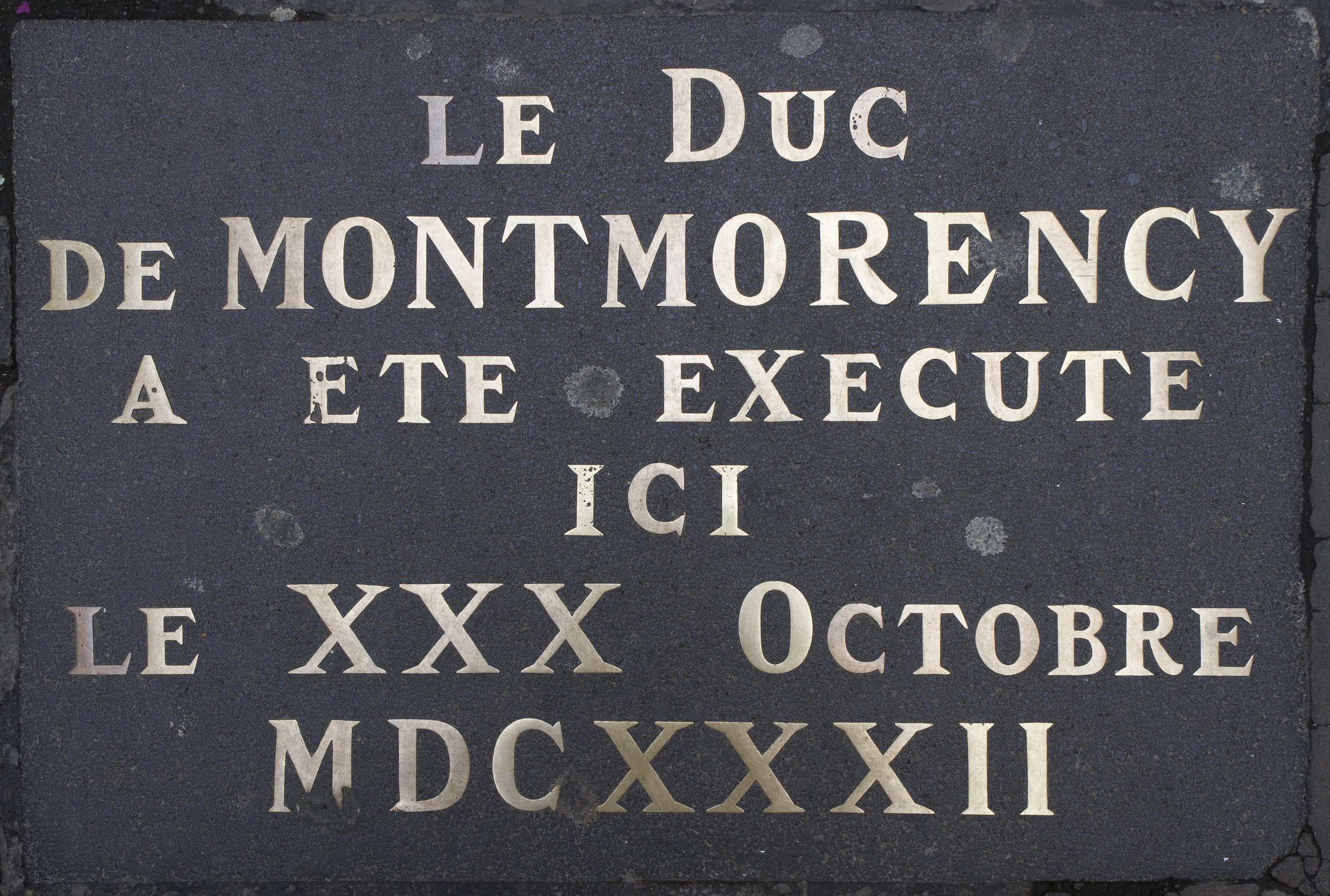
Plaque dans la cour Henri IV du Capitole de Toulouse rappelant l'exécution du duc de Montmorency.

Le corps du duc repose à Moulins, dans un mausolée proche du couvent de la Visitation, aux côtés de son épouse, Marie-Félicie des Ursins, devenue religieuse après son décès.